# 加拿大国际儿童艺术节
加拿大国际儿童艺术节（Canada International Children's Art Festival），是在创始于2002年加拿大国际儿童艺术展的基础上发展而来。到2010年正式发展成为加拿大国际儿童艺术节。除儿童绘画艺术展外，同时也加进了音乐、舞蹈等其他表演艺术形式。到2011年，艺术节发展成四大艺术比赛项目的综合性儿童艺术节。包括儿童艺术展、儿童手机电影大赛、儿童音乐舞蹈大赛、儿童绿色生活创意大赛。
2002至2010年期间，艺术节吸引了近3000名世界各国的儿童直接参展，3.5万人前来参观，从中受益的儿童更多达数十万。艺术节得到了加拿大联邦及省市三级政府的高度赞扬和大力支持。多伦多市政府每年都提供市政厅作为艺术节展览场地。加拿大国际儿童艺术节将发展成儿童艺术交流平台、儿童艺术鉴赏平台、儿童艺术创新平台。推动国际间儿童艺术文化交流，促进全球儿童艺术的发展。